# No. 1 Commando
1-й загін британських командос (англ. No. 1 Commando) — підрозділ спеціального призначення британських командос, що структурно входив до складу британської армії за часів Другої світової війни. Загін призначався для здійснення спеціальних операцій, у переважній більшості для проведення рейдових дій, ведення розвідки, організації диверсій на території окупованої Німеччиною Європи.
Загін створений у червні 1940 на основі окремих спеціальних рот армії, протягом війни брав активну участь в операціях у Європі та Північній Африці. Наприкінці війни 1-й загін передислокований на Тихоокеанський театрі війни, де бився під час Бірманської кампанії, як частина 3-ї бригади командос. Після завершення військових дій на Тихому океані підрозділ направлений до Гонконгу для виконання охоронних функцій та підтримання громадського порядку в британській колонії. Тут 1-й та 5-й загони були об'єднані у підрозділ No. 1/5 Commando. Зведений загін спеціального призначення розформований у 1947 році.
З 8 командос-кавалерів хреста Вікторії, що були удостоєні вищої нагороди Британської імперії, два кавалери були військовослужбовцями 1-го загону.

## Історія
1-й загін британських командос був сформований на основі 6-ї та 8-ї окремих спеціальних рот Територіальної армії 13 червня 1940 року. 27 липня 1940 загін увійшов до складу 1-го батальйону спеціальної служби, але вже 5 березня 1941 був знову переформований на 1-й окремий загін командос із дислокацією у Дартмуті.
Організаційно загін складався з невеличкого штабного елементу з 6 офіцерів, 4 сержантів, 23 солдатів та 8 військовослужбовців Королівських медичного й артилерійсько-технічного корпусів, що відряджалися до командос. Основними компонентами загону були 10 бойових груп (рот) по 50 чоловік під командуванням капітана. Кожна бойова група поділялася на дві секції по 24 вояки з молодшим офіцером на чолі.
Основним озброєнням загону була легка піхотна зброя, а саме гвинтівки Lee-Enfield, легкі кулемети Брена, пістолети-кулемети Томпсона; вони практично не мали важкої чи спеціальної зброї, зокрема мінометів та артилерійських систем. До відносно важкої зброї, що застосовувалася бойовими групами командос на полі бою відносилася 14,3-мм протитанкова рушниця «Бойз». З холодної зброї командос носили бойовий кинджал Фейрберна-Сайкса, який надійшов на озброєння підрозділів для нападу та активного захисту в рукопашному бою
У 1943 році No. 1 Commando передана у підпорядкування 3-ї бригади спеціальної служби (яка згодом була перейменована на 3-ю бригаду командос). Одночасно, загін зазнав певних організаційних змін та переоснащення. З цього часу, загін мав 5 бойових груп та одну групу вогневої підтримки, яка мала на озброєнні 9 3-дюймових мінометів Ordnance ML 3 та 9 важких кулеметів «Віккерс». Бойові групи відповідно мали штабну секцію з 4 чоловік, та два взводи по 31 бійцю, що поділялися на 2 відділення по 14 командос.

## Бойовий шлях
На відміну від інших загонів командос, та попри тому, що він був утворений одним з перших, 1-й загін командос тривалий час не залучався до проведення активних операцій, а переважно виконував завдання щодо посилення берегової оборони з огляду на загрозу вторгнення німецьких військ. Перша операція, де брали участь військовики загону — операція «Чоппер», рейд одної бойової групи, що проводився вночі з 27 на 28 серпня 1941 року на приморське нормандське містечко Сент-Обен-д'Аркене.
28 березня 1942 року для проведення рейду на Сен-Назер, від 1-го загону виділялася певна кількість підрозділів. У ході зухвалого нападу на німецьку військово-морську базу проявив себе сержант Томас Дюрран, який був удостоєний посмертно вищої нагороди — хреста Вікторії.
Наступною стала операція «Мірмідон» — спроба рейдової операції британців на Байонна з 2 по 7 квітня 1942, яка була скасована в останню мить.
Далі 1-й загін вивільнили від підготовки рейдових операцій і передислокували на Середземноморський театр воєнних дій, де вони розпочали готуватися до вторгнення на африканський континент. У листопаді 1942 підрозділ брав найактивнішу участь у висадки морського десанту на узбережжя Північної Африки, вперше саме в ході операції «Смолоскип» командос одягнули зелені берети, які згодом стануть невід'ємним атрибутом форми одягу командос Великої Британії. У лютому-березні 1943 підрозділ спеціального призначення взяв найактивнішу участь в Туніській кампанії, його вояки билися в боях за Седжінан.
Після нетривалого перебування на Британських островах, 1-й загін був відряджений до Британської Індії, де з вересня 1944 у складі 3-ї бригади бився в Бірмі. Вінцем бойового шляху загону стали бої за висоту 170 — частина Бірманської операції у січні 1945 року. Підрозділ, разом з іншими формуваннями бригади, утримував до підходу основних сил британської армії півострів Аракан у Ракхайні — важливий вузол транспортних комунікацій й єдиний шлях для відступу японської 54-ї дивізії з цього напрямку. Протягом десяти діб британські воїни стримували шалені атаки переважаючих сил противника, поки висадкою амфібійних сил 25-ї індійської дивізії та наступом 82-ї західно-африканської дивізії, ворог не був остаточно блокований й не відступив. Після поразки біля висоти 170 японське командування було змушене для запобігання катастрофи та повного знищення своєї 28-ї армії відходити у незручному для японської армії напрямку.
За проявлені мужність та героїзм у боях у Бірмі, другий військовослужбовець загону — лейтенант Джордж Артур Ноуленд був удостоєний хреста Вікторії.
Надалі, коли 3-тя бригада командос була відведена до Індії на доукомплектування та підготовки до операції «Зіппер» — запланованого вторгнення союзних військ на Малайю, 1-й загін перебував на індійській землі. Проте, через капітуляцію Японської імперії у війні, операція була скасована, а загін дивізії був направлений до Гонконгу для виконання охоронних функцій та підтримання громадського порядку в британській колонії.
У зв'язку зі скороченням збройних сил Великої Британії після війни та демобілізацією значної частини її особового складу, 1-й загін був об'єднаний з 5-м загоном, і з 23 березня 1946 року став No. 1/5 Commando; це формування проіснувало до лютого 1947, доки не було остаточно розформоване.